# Hagar den skrækkelige
Hagar den skrækkelige, også kendt som Hagar den grusomme og Hagar hin Håndfaste (og i nogle avisstriber som Hagbard og Baldur), er en tegneseriefigur. Han har optrådt i sit eget blad, som første gang blev trykt i 1988. Førhen kunne tegneseriestriberne kun findes i andre tegneserieblade, f.eks. Basserne, som det også er tilfældet i dag. Serien Hagar har været i gang siden 1973.
Selve striberne er tegnet af Dik Browne, men er nu overtaget af sønnen Chris Browne. Kort fortalt handler serien om vikingen Hagar. Øvrige medvirkende figurer er Leif, som er Hagars medhjælper.
Hagar har også en kone, Helga. Hagar og Helgas forhold er en smule anspændt, og dog hænger de stadigvæk sammen efter så mange år sammen i serien. Det umiddelbare indtryk er, at de helt klart er gift. Det kan især dømmes efter, hvordan de konstant er ude efter hinanden rent verbalt. Hagar har også en stor passion for at sidde på værtshus og drikke mjød, hvilket selvfølgelig ikke falder i god jord hos hans kone Helga. De har to børn, pigen Bjarka, og sønnen Hamlet. Disse to personer har også en stor rolle i serien. De optræder tit og er et godt udgangspunkt angående synsvikler/fortolkning på ungdommen i vores tid. De sidste familiemedlemmer er hunden Snif og anden Kvark.
Selvom serien giver det indtryk, at den foregår i vikingetiden, bliver mange af nutidens ting også draget med ind i sproget på serien, hvilket ofte giver en sjov opfattelse af, hvordan det hænger sammen.

## Figurer
- Hagar
- Helga
- Leif
- Bjarka
- Hamlet
- Snif
- Svend (vikingemedhjælper)
- Kvark (deres "husand")
- Dr. Skarnstyde
- Lut-Lars/Lutvig
- Helgas mor
- Lea
- Helgas veninde
- Skidt Arthur
- Onde Otto
- Bartenderen
- Munken